# Julius Constantius
Flavius Julius Constantius (3. století? - září 337 Konstantinopol) byl členem konstantinské dynastie, syn císaře Constantia Chlora a Flavie Maximiany Theodory. Jeho nevlastním bratrem byl císař Konstantin I. Veliký.

## Životopis
Julius Constantius byl synem Constantia Chlora a jeho manželky Theodory. Měl dva bratry, Dalmatia a Hannibaliana a tři sestry, Constantii, Anastasii a Eutropii. Císař Konstantin I. byl jeho nevlastním bratrem, protože Konstantinovou matkou byla Helena, Chlorova první manželka.
Julius Constantius byl dvakrát ženatý. Se svou první manželkou Gallou, sestrou pozdějších konzulů Vulcacia Rufina a Neratia Cerealise,J měl dva syny a dceru. Jeho nejstarší syn, jehož jméno se nedochovalo, byl popraven spolu se svým otcem v roce 337.Jeho druhý syn Gallus byl později Gallovým bratrancem Constantiem II. jmenován caesarem. Jeho dcera byla první manželkou Constantia II.[5]
Po smrti své první manželky se oženil s Basilinou, dcerou guvernéra Egypta Julia Juliana. Basilina mu dala dalšího syna, budoucího císaře Juliana, ale brzy, patrně v roce 332 či 333 zemřela.
Julius Constantius údajně na popud Konstantinovy matky Heleny nežil zpočátku na dvoře svého nevlastního bratra, ale společně s Dalmaciem a Hannibalianem v Toulouse, rodišti jeho syna Galla.Teprve po Helenině smrti byl povolán do Konstantinopole, přičemž si dokázal s Konstantinem vybudovat dobrý vztah.
Po smrti Konstantina Velikého v roce 337 bylo na příkaz Constantia II. popraveno několik mužských členů konstantinské dynastie, mezi nimi byl i Julius Constantius a jeho nejstarší syn. Jeho majetek byl zkonfiskován. Jeho dva mladší synové tuto čistku přežili, protože v roce 337 byli ještě dětmi. Později oba získali titul caesar a augustus.